# Lockhart (Florida)
Lockhart statisztikai település az Amerikai Egyesült Államok Florida államában, Orange megyében. Lakosainak száma 14 058 fő (2020. április 1.).

## Népesség
A település népességének változása:

| 2010 | 13 060 |
| 2020 | 14 058 |